# José de Velilla
José de Velilla y Rodríguez (Sevilla, 1847-Sevilla, 24 de agosto de 1904), fue un poeta y dramaturgo español.

## Biografía
Nació en Sevilla, siendo hijo del procurador José de Velilla y Pons y de María de los Dolores Rodríguez, una joven perteneciente a una familia acaudalada. Siendo joven, fue el maestro de su hermana Mercedes de Velilla, también famosa escritora, a la que enseñó a leer con el Romancero Español.
Su infancia y adolescencia la pasó en la casa familiar de la calle Manteros en un ambiente de cultura. Como escribió Luis Montoto, “era su casa, su casita de calle Manteros, el punto de reunión de los jóvenes que amaban las letras y las cultivaban en Sevilla”. Jóvenes como Manuel Cano y Cueto, Francisco Rodríguez Marín, Juan Antonio Cavestany o el propio Luis Montoto, encontraban en la casa de los Velilla, al que llamaban “el parnaso”, el espacio indulgente para la creación.
Ya en 1865, siendo aún muy joven José de Velilla, Pedro Delgado representó su primera obra de teatro Don Jaime el Desdichado. Con otra obra suya y teniendo por actor al mismo Pedro Delgado, en 1873 se inaugura el Teatro Cervantes de Sevilla, actualmente Cine Cervantes.
Durante su madurez fue un miembro destacado de la Real Academia Sevillana de Buenas Letras, del Ateneo de Sevilla y de la Real Sociedad Económica de Amigos del País. Falleció en 1904 en el número 40 de la calle Génova y está enterrado en una tumba sin nombre junto a la del pintor José Jiménez Aranda.
En 4 de septiembre de 1914, el Ayuntamiento de Sevilla rotula la antigua calle Encomienda como calle José de Velilla, estando no muy distante de su calle natal.